# Isaac Cronström (1661–1751)
Isaac Cronström, född 3 juli 1661 i Avesta församling, död 31 juli 1751 på slottet Nemelaer, Haaren, Noord-Brabant, Nederländerna, var en svensk militär. 

## Biografi
Isaac Cronström var son till kammarrådet Isaac Cronström (född Kock) och Kristina Hanssen. Vid faderns död 1679 åkte Cronström arton år gammal på en resa ut i Europa. Under denna uppehöll sig mest i Paris. Dit kom även den svenska greven Carl Johan von Königsmarck, genom vid vilkens regemente Cronström år 1683 fick anställning i franska armén. Efter nio års tjänstgöring, under vilka han deltagit i flera bataljer, lämnade han Frankrike som kapten och ingick vid den hjälpkår, som Karl XI lämnade först åt österrikarna och sedan åt holländarna. 
Cronström övergick sedan i holländsk tjänst och deltog i flera krig, och under spanska tronföljdskriget avancerade han till brigadör. Från 1704 förde han befälet på fästningen i Huy, men tvingades ge upp fästningen till anfallande franska trupper 1705. Han deltog bland annat i slaget vid Malplaquet 1709. Gift 1694 (registrerat i Utrecht 6 maj) med Trajectina Anna Elisabet van Tuyll van Serooskercken. Senare tjänstgjorde han i Skottland vid de holländska trupper, som sändes till Georg I:s understöd vid upproret 1715. Fredrik I, vars bekantskap Cronström gjort under spanska tronföljdskriget, upphöjde honom vid sin tronbestigning 1720 till friherrlig värdighet.
Han steg från den ena graden till den andra och befordrades slutligen 1744 till general-en-chef över holländska armen. Han var då åttiotre år gammal och önskade att bli befriad från all aktiv tjänstgöring. Trots detta fick han till uppdrag av regeringen att år 1747 föra befälet över den viktiga fästningen Bergen op Zoom. Då denna kort därefter erövrades av fransmännen, fick Cronström trots att han frikändes av krigsrätten, uppbära de bittraste förebråelser. Han dog på sitt lantgods Nemelaer den 31 juli 1751.

### Familj
Cronström gifte sig 1695 med Anna Elisabet van Tuyll van Serooskerken (död 1740). Hon var dotter till ledamoten van Tuyll van Serooskerken i ridderskapet i Utrecht. De fick tillsammans barnen Albertina Cronström, Renata Gerhardina Cronström, Cornelia Cronström, Mauritia Anna Cronström, Christina Cronström som var gift med kommendanten van Eichten i Mennin, Henrietta Cronström, Antonia Cronström, Cornelius Cronström, hovjunkaren Ernest Cronström (död 1722), Domitiana Henrietta Cronström, Dina Henrietta Cronström (född 1712) som var gift med överstelöjtnanten Claas Hans Willem van Delen i Holland och guvernören Daniel Isak Cronström (1715–1768) i Hertzogenbusch.